# Пряма Ньютона

Точки лежать на одній прямій — прямій Ньютона, яка проведена через точки E та F, також проходить через точку K — середину відрізка, який з'єднує протилежні сторони чотирикутника.

В евклідовій геометрії пряма Ньютона (пряма Гаусса) — це пряма, яка проходить через середини діагоналей опуклого чотирикутника, у якому принаймні дві сторони не паралельні.

## Властивості
Відрізки GH та IJ, які з'єднують середини протилежних сторін (бімедіани) опуклого чотирикутника, перетинаються в точці, що лежить на прямій Ньютона. Ця точка K ділить навпіл відрізок EF, який з'єднує середні точки діагоналей.
За теоремою Енна і навпаки, будь-яка внутрішня точка P на прямій Ньютона чотирикутника ABCD має властивість:
{\displaystyle [ABP]+[CDP]=[ADP]+[BCP]},
де [ABP] позначає орієнтовану площу трикутника ABP.
Якщо чотирикутник є описаним, то його центр вписаного кола також лежить на цій прямій.
Точки перетину прямої Ньютона зі сторонами чотирикутника ділять їх в однаковому співвідношенні.:стор.99